# Маркови кули (Водно)
 Вижте пояснителната страница за други значения на Маркови кули.
Марковите кули или Марково крувче са средновековен град-крепост, издигащ се над град Скопие в Северна Македония.

## Местоположение
Крепостта се намира на 4,5 km югоизточно от центъра на Скопие, в източния край на планината Водно, върху издаден и стръмен варовиков гребен с височина 350 m над полето и Вардар в подножието. Отгоре има гледка към полето на много километри на север, североизток и изток. Свързва се с пътя, който обикаля планината.

## История

### Късна античност
На заравнения връх през VI век е построен необичайно здрава крепост с размери 360 × 90 m. Стените са широки до 2,5 m и са били подсилени с 40 кули. Страничните кули са петоъгълни с размер до 11 m, а акрополът е бил защитен с 9 триъгълни. Челната триъгълна кула се опира на масивен бастион с размери 16 × 13 m. Разкопки са провеждани от 1976 до 1980 година. Разкопани са части от стената и 7 кули и са сондирани резервоарите за вода и части от водопроводната мрежа, както и части от други сгради. Открити са монети от Юстиниан I до Ираклий.

#### Идетификация
Крепостта е необичайно силно укрепена с необичайно големи водни цистерни и необичайно голям брой кули. Служела е като основна защита и бягство на жителите на ранновизантийския град, който е бил разположен в центъра на днешно Скопие. Градът според Иван Микулчич несъмнено може да се идентифицира с Юстиниана Прима. Други изследователи идентифицират Юстиниана Прима с Царичин град при Лебане, Сърбия.

### Средновековие

#### Стени
Най-вероятно реконструкцията на бившия акропол е започнала през X век. Новата стена следва останките от VI век, като се наслоява върху тях. Укрепената площ е с размери 130 × 80 m. Възстановени са 4 кули на източната стена и предният бастион. Разкопана е източната стена по цялата ѝ дължина. Бившата порта към средната тераса е била зазидана по това време, а в североизточния ъгъл е отворена нова, през която са се оттичали отпадъчните води от цистерните. Стената е широка само 1,6 – 1,7 m. Кулите имаха няколко етажа, съдейки по дупките за гредите. Подовете в сутерена лежаха върху ранновизантийски подове. Покривните керемидите са от нов комнинов тип и са налепени с хоросан по сводовете на кулите. В две кули е открит слой със силен огън и в тях парчета славянски црепни и монети на Теодор I Комнин (1204 – 1222), като следи от превземането на крепостта. Пространството в стената е било изградено.

#### Цистерни
От предславянските сгради са останали добре запазени и незатрупани двете големи цистерни. Изградени са изключително масивни, до 10 м дълбочина и събират най-малко 2400 m3 вода. По-малката цистерна е препокрита с керемиди през XI и XII век. До цистерната стига и нов водопровод, изграден от керамични тръби с хоросан, като водата идва от от изворите край Горно Водно. Разклонение на акведукта води до югозападния ъгъл на по-голямата цистерна, снабдявайки я и с течаща вода. Но сводът над него през Средновековието вероятно вече е бил разрушен, а северната стена е била дълбоко пробита, така че в щерната може да се влиза свободно отвън като в отворено помещение. Частта от цистерната вероятно е била използвана като конюшня и е била покрита със скатен дървен покрив, много по-нисък от ръба на цистерната. Това се доказва от врязаните легла за греди в пиластрите в западната стена.
В края на южната стена на тази цистерна през XI и XII век е издигната успоредна на нея дълга сграда, изградена без мазилка. Подът лежеи на височината на короната на цистерната. В нея е открита рисувана византийска керамика от XI – XII век.

#### Баня
Банята е построена е върху тясното пространство между по-малката цистерна и стената, върху останките от склад от VI век. Има специфична система за нагряване отдолу, доста различна от древните хипокаустни устройства. Подовите носачи са изградени във вид на масивни крайстенни банкети и централни квадратни подиуми. Между тях са оставени канали за потока на горещ въздух с дълбочина до 0,75 m. В масата на носачите са изрязани по-малки канали за топъл въздух, а вентилационните тръби са вертикално зазидани в стените и облицовани с керамични тубули. Под прага на западната част е открито огнище (префурний), засводено с големи тухли. Подът и в двете стаи очевидно е бил покрит с дървени дъски, чиито обгорели останки са открити из цялото пространство. Банята на горния етаж е засводена и покрита с керемиди от комнинов тип и е датирана с глазирана керамика от XI – XIII век.

#### Дворец
Дворецът е разкопан в централната част на акропола. Има правоъгълна основа (22,5 × 12 m). Изграден е с хоросан, а стените му са със сантрачна система – с множеството дървени греди в тях. Стените са били украсени с шапкловка, а подът покрит с хоросанова риза. Сградата е имала 3 последователни стаи и открит трем пред тях по цялата дължина. Има данни, че сградата е имала и етаж. Това е класически тип големи балкански къщи с чардак, запазени и до днес. В северозападния ъгъл на трема, от външната страна е бил подпрян санитарният възел. Датиран е с рисуваната византийска керамика и керамидите от комнинов тип към XI – XII век.
Големината на тази сграда, качеството на зидарията и декорациите заедно с доминиращата ѝ позиция над околността, говорят, че става дума за дворец на административните скопски управители от онова време. Помощните постройки около него личат на терена.

#### Военни бараки
В района до Челната кула от вътрешната страна са разкрити следи от две дървени постройки, опиращи се на стената (северна и южна). Имали са под от светъл мергел, добре нивелиран, а основите са били от 2 – 3 реда ломен камък. Два пъти са обновявани. Стените и покривът са били дървени и покрити с керемди от комнинов тип. Открити са обгорели останки, гвоздеи, крепежни елементи, парчета огнищна керамика, множество животински кости. Става дума за казарми, покрай предната кула.

#### Идентификация
В грамотата на крал Стефан II Милутин от 1300 година за манастира „Свети Георги“ на Серева, името на този град е записано като . Името му остава в името на днешната скопска махала Църниче, разположена по склоновете на Водно северно от някогашната крепост.